# Георги Владимиров
Георги Владимиров е български културолог и историк. Работи по проблеми на средновековната история и култура на Дунавска и Волжка България, на Златната орда, културните модели и техния сравнителен анализ, проявите на българското в разнообразни историко-културни контексти. Доктор по история, магистър по теория и история на културата. 
Член на Съюза на учените в България.

## Признание и награди
Георги Владимиров е носител на Международната награда „Проф. Франциско Герра“ (2005 г.), на Диплом за високи научни постижения (за 2009 и за 2021 г.) и на Грамота за научно-приложен принос в сферата на хуманитаристиката (2011 г.) от Съюза на учените в България за проучванията си в областта на волжкобългарското културно наследство.